# Unione Sportiva Cremonese 1949-1950
Questa pagina raccoglie le informazioni riguardanti l'Unione Sportiva Cremonese nelle competizioni ufficiali della stagione 1949-1950.

## Stagione
Nella stagione 1949-50 la Cremonese ha disputato il campionato di Serie B, ottenendo 39 punti ed il tredicesimo posto in classifica, il torneo è stato vinto dal Napoli con 61 punti, seconda l'Udinese con 60, entrambe promosse in Serie A.

## Rosa
| N. |                   | Ruolo | Calciatore          |
| -- | ----------------- | ----- | ------------------- |
|    | Italia (bandiera) | D     | Franco Aimi         |
|    | Italia (bandiera) | D     | Alessandro Alquati  |
|    | Italia (bandiera) | D     | Pietro Bacchini     |
|    | Italia (bandiera) | A     | Mario Barera        |
|    | Italia (bandiera) | D     | Celso Battaia       |
|    | Italia (bandiera) | D     | Luigi Bertoli       |
|    | Italia (bandiera) | A     | Bianchi             |
|    | Italia (bandiera) | A     | Gianni Bonazzoli    |
|    | Italia (bandiera) | A     | Neri Bonezzi        |
|    | Italia (bandiera) | D     | Eraldo Borrini      |
|    | Italia (bandiera) | A     | Filippo Cammoranesi |
|    | Italia (bandiera) | C     | Fausto Denti        |
|    | Italia (bandiera) | A     | Adriano Cerutti     |
|    | Italia (bandiera) | A     | Edoardo Evangelista |

| N. |                      | Ruolo | Calciatore         |
| -- | -------------------- | ----- | ------------------ |
|    | Italia (bandiera)    | A     | Emiliano Farina    |
|    | Italia (bandiera)    | A     | Dario Ferrari      |
|    | Italia (bandiera)    | P     | Mario Ghisolfi     |
|    | Italia (bandiera)    | C     | Giorgio Granata    |
|    | Italia (bandiera)    | C     | Giuseppe Guarneri  |
|    | Italia (bandiera)    | A     | Carlo Maggi        |
|    | Italia (bandiera)    | C     | Farnese Masoni     |
|    | Italia (bandiera)    | A     | Gianfranco Parati  |
|    | Italia (bandiera)    | A     | Ottorino Paulinich |
|    | Italia (bandiera)    | C     | Danilo Ravani      |
|    | Argentina (bandiera) | A     | José Surano        |
|    | Italia (bandiera)    | D     | Renato Tiriticco   |
|    | Italia (bandiera)    | P     | Gino Vasirani      |
|    | Italia (bandiera)    | D     | Achille Zeglioli   |

## Risultati

### Serie B

#### Girone di andata
| Arbitro: | Poggipollini (Ferrara) |

|                     |           |                          |
| Paulinich 5’ (rig.) | Marcatori | 42’ (rig.) Santagiuliana |

| Arbitro: | Arpaia (Roma) |

|              |           |  |
| Calichio 30’ | Marcatori |  |

| Arbitro: | Parpaiola (Padova) |

|                |           |  |
| Masoni 60’ 76’ | Marcatori |  |

| Arbitro: | Corallo (Lecce) |

|                                          |           |  |
| Biagiotti 21’ De Vito 80’ Ciccarelli 89’ | Marcatori |  |

| Arbitro: | Pizzato (Mestre) |

|                       |           |                             |
| Barera 60’ Masoni 80’ | Marcatori | 24’ Scagliarini 90’ Saccani |

| Arbitro: | Tassini (Verona) |

|                |           |  |
| Mozzambani 47’ | Marcatori |  |

| Arbitro: | Marchetti (Milano) |

|                          |           |                                        |
| Masoni 17’ Tiriticco 85’ | Marcatori | 15’ Goldaniga 19’ Sichel II 33’ Cesari |

| Arbitro: | Bernardi (Savona) |

|                                           |           |  |
| Sotgiu 31’ Soffrido 43’ (rig.) Arezzi 76’ | Marcatori |  |

| Arbitro: | Maurelli (Roma) |

|                 |           |            |
| Cammoranesi 43’ | Marcatori | 68’ Romani |

| Arbitro: | Neri (Vicenza) |

|                                 |           |  |
| Cammoranesi 1’ 5’ Paulinich 64’ | Marcatori |  |

| Arbitro: | Picasso (Milano) |

|             |           |            |
| Simatoc 79’ | Marcatori | 11’ Barera |

| Arbitro: | Boffardi (Genova) |

|                                                  |           |  |
| Martinelli 11’ (aut.) Cammoranesi 70’ Masoni 78’ | Marcatori |  |

| Arbitro: | Bernardi (Savona) |

|                              |           |            |
| Manenti 7’ Silvestri 10’ 45’ | Marcatori | 90’ Masoni |

| Prato 30 settembre 1951 14ª giornata | Prato                        | 0 – 0 | Cremonese | Stadio Lungobisenzio\| Arbitro: \| Agnolin (Bassano del Grappa) \| |
| Arbitro:                             | Agnolin (Bassano del Grappa) |       |           |                                                                    |

| Arbitro: | Guarda (Mestre) |

|                       |           |                 |
| Masoni 41’ Barera 43’ | Marcatori | 84’ Settembrino |

| Arbitro: | Arpaia (Roma) |

|                                      |           |  |
| D'Alconzo 31’ Astorri 56’ Morgia 65’ | Marcatori |  |

| Arbitro: | Parpaiola (Padova) |

|                        |           |  |
| Masoni 15’ Cerutti 41’ | Marcatori |  |

| Arbitro: | Coppolone (Bari) |

|               |           |                |
| Giorgioni 69’ | Marcatori | 20’ 87’ Masoni |

| Arbitro: | Matteucci (Roma) |

|                      |           |  |
| Micheloni 25’ (rig.) | Marcatori |  |

| Arbitro: | Tibaldi (Savona) |

|                |           |                |
| Masoni 10’ 79’ | Marcatori | 75’ Bergamasco |

| Arbitro: | Canavesio (Torino) |

|                                                               |           |  |
| Paulinich 11’ Masoni 27’ Paulinich 33’ Granata 77’ Masoni 85’ | Marcatori |  |

#### Girone di ritorno
| Arbitro: | Pera (Firenze) |

|                          |           |                       |
| Carta 27’ Vicariotto 36’ | Marcatori | 74’ Barera 81’ Surano |

| Arbitro: | Vannini (Bologna) |

|               |           |                     |
| Paulinich 30’ | Marcatori | 75’ (rig.) Tosolini |

| Arbitro: | Tibaldi (Savona) |

|  |           |           |
|  | Marcatori | 17’ Maggi |

| Arbitro: | Buratti (Milano) |

|               |           |                    |
| Paulinich 36’ | Marcatori | 28’ 42’ Ciccarelli |

| Arbitro: | Cappucci (Roma) |

|                                       |           |               |
| Ganassi 18’ Biagi 44’ Scagliarini 84’ | Marcatori | 85’ Paulinich |

| Arbitro: | Pieri (Trieste) |

|                       |           |                             |
| Masoni 55’ Surano 68’ | Marcatori | 7’ Puricelli 38’ Mozzambani |

| Arbitro: | Canavesio (Torino) |

|              |           |                      |
| Dalcerri 12’ | Marcatori | 37’ Maggi 44’ Masoni |

| Arbitro: | Coppolone (Bari) |

|               |           |  |
| Paulinich 48’ | Marcatori |  |

| Arbitro: | Garzelli (Livorno) |

|                                   |           |            |
| Pierini 30’ Garavoglia 87’ (rig.) | Marcatori | 16’ Farina |

| Arbitro: | Vannini (Bologna) |

|                               |           |  |
| Battistelli 37’ Luzzi 41’ 46’ | Marcatori |  |

| Arbitro: | Pera (Firenze) |

|                    |           |                |
| Pugliese 6’ (aut.) | Marcatori | 28’ Bertoni IV |

| Arbitro: | Poggipollini (Ferrara) |

|                              |           |                      |
| Tavellin 16’ 42’ Facchin 68’ | Marcatori | 8’ Barera 81’ Farina |

| Arbitro: | Bertolio (Torino) |

|                     |           |              |
| Paulinich 3’ (rig.) | Marcatori | 71’ Sørensen |

| Arbitro: | Parpaiola (Padova) |

|                           |           |          |
| Masoni 25’ 61’ Farina 77’ | Marcatori | 53’ Toso |

| Arbitro: | Selva (Torino) |

|                                |           |                           |
| Donati 37’ Scopigno 86’ (rig.) | Marcatori | 23’ Granata 81’ Paulinich |

| Arbitro: | Massai (Pisa) |

|          |           |                                          |
| Maggi 5’ | Marcatori | 50’ Todeschini 66’ D'Alconzo 89’ Astorri |

| Arbitro: | Stevano (Vercelli) |

|                           |           |            |
| Malavasi 53’ Broccini 59’ | Marcatori | 77’ Masoni |

| Arbitro: | Savio (Torino) |

|                        |           |  |
| Barera 24’ Battaia 65’ | Marcatori |  |

| Arbitro: | Agnolin (Bassano del Grappa) |

|  |           |               |
|  | Marcatori | 67’ Micheloni |

| Arbitro: | Righi (Milano) |

|           |           |  |
| Roffi 28’ | Marcatori |  |

| Arbitro: | Moratelli (Bologna) |

|               |           |  |
| Bartolini 25’ | Marcatori |  |

## Statistiche

### Statistiche di squadra
| Competizione | Punti | In casa | In casa | In casa | In casa | In casa | In casa | In trasferta | In trasferta | In trasferta | In trasferta | In trasferta | In trasferta | Totale | Totale | Totale | Totale | Totale | Totale | DR |
| Competizione | Punti | G       | V       | N       | P       | Gf      | Gs      | G            | V            | N            | P            | Gf           | Gs           | G      | V      | N      | P      | Gf     | Gs     | DR |
| ------------ | ----- | ------- | ------- | ------- | ------- | ------- | ------- | ------------ | ------------ | ------------ | ------------ | ------------ | ------------ | ------ | ------ | ------ | ------ | ------ | ------ | -- |
| Serie B      | 39    | 21      | 10      | 7       | 4       | 38      | 21      | 21           | 4            | 4            | 13           | 18           | 36           | 42     | 14     | 11     | 17     | 56     | 57     | -1 |

### Statistiche dei giocatori
| Giocatore      | Serie B  | Serie B |
| Giocatore      | Presenze | Reti    |
| -------------- | -------- | ------- |
| F. Aimi        | 1        | 0       |
| A. Alquati     | 3        | 0       |
| P. Bacchini    | 30       | 0       |
| M. Barera      | 22       | 6       |
| C. Battaia     | 30       | 1       |
| L. Bertoli     | 31       | 0       |
| Bianchi        | 2        | 0       |
| G. Bonazzoli   | 1        | 0       |
| N. Bonezzi     | 2        | 0       |
| E. Borrini     | 31       | 0       |
| F. Cammoranesi | 10       | 4       |
| A. Cerutti     | 14       | 1       |
| F. Denti       | 34       | 0       |
| E. Evangelista | 2        | 0       |
| E. Farina      | 17       | 3       |
| D. Ferrari     | 4        | 0       |
| M. Ghisolfi    | 14       | -20     |
| G. Granata     | 33       | 2       |
| G. Guarneri    | 3        | 0       |
| C. Maggi       | 24       | 3       |
| F. Masoni      | 40       | 19      |
| G. Parati      | 1        | 0       |
| O. Paulinich   | 29       | 10      |
| D. Ravani      | 5        | 0       |
| J. Surano      | 12       | 2       |
| R. Tiriticco   | 37       | 1       |
| G. Vasirani    | 28       | -37     |
| A. Zeglioli    | 2        | 0       |